# 파문 (2023년 영화)
《파문》(일본어: 破門)은 2023년에 공개된 일본의 영화이다.

## 출연

### 주연
- 츠츠이 마리코 - 스도 요리코 역
- 미츠이시 켄 - 스도 오사무 역

### 조연
- 이소무라 하야토 - 스도 타쿠야 역
- 츠다 에리나 - 타타미 역
- 안도 타마에 - 와타나베 미사에 역
- 에구치 노리코 - 오가사와라 히토미 역
- 히라이와 카미 - 이토 세츠코 역
- 무로 츠요시
- 에모토 아키라 - 카도쿠라 타로 역
- 키노 하나 - 미즈키 역
- 키무라 미도리코 - 하시모토 마사코 역
- 카오 오사무

## 기타
- 수입사 :  엔케이컨텐츠